# Saint-Denis-d’Oléron
Saint-Denis-d’Oléron ist eine westfranzösische Gemeinde mit 1.346 Einwohnern (Stand: 1. Januar 2022) im Département Charente-Maritime in der Region Nouvelle-Aquitaine. Die Gemeinde gehört zum Arrondissement Rochefort und zum Kanton Île d’Oléron. Die Einwohner werden Dionysiens genannt.

## Geographie
Saint-Denis-d’Oléron liegt ganz im Norden der Île d’Oléron, der zweitgrößten französischen Insel. Umgeben wird Saint-Denis-d’Oléron von den Nachbargemeinden La Brée-les-Bains im Südosten sowie Saint-Georges-d’Oléron im Süden. Im Übrigen umgibt die Gemeinde die Atlantikküste.

## Bevölkerungsentwicklung
| Jahr                       | 1962 | 1968 | 1975 | 1982 | 1990 | 1999 | 2006 | 2019 |
| Einwohner                  | 896  | 901  | 951  | 1004 | 1107 | 1221 | 1172 | 1283 |
| Quellen: Cassini und INSEE |      |      |      |      |      |      |      |      |

## Sehenswürdigkeiten
- Les Écluses á Poissons; ein Fischzaun
- Kirche Saint-Denys aus dem 17. Jahrhundert, seit 1896 Monument historique
- Priorei
- Mühlen
- Leuchtturm von Chassiron
- Marina

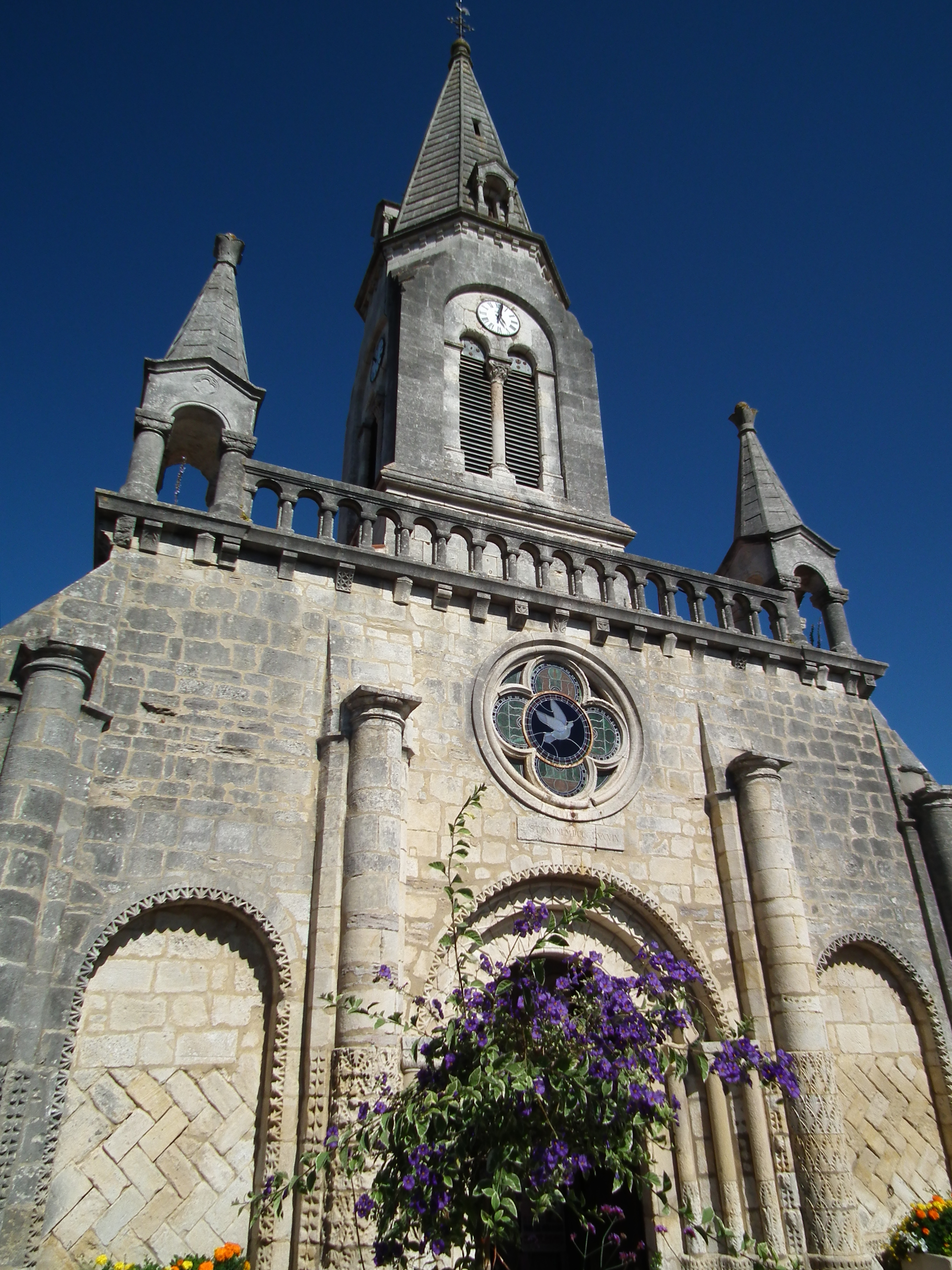
Kirche Saint-Denys
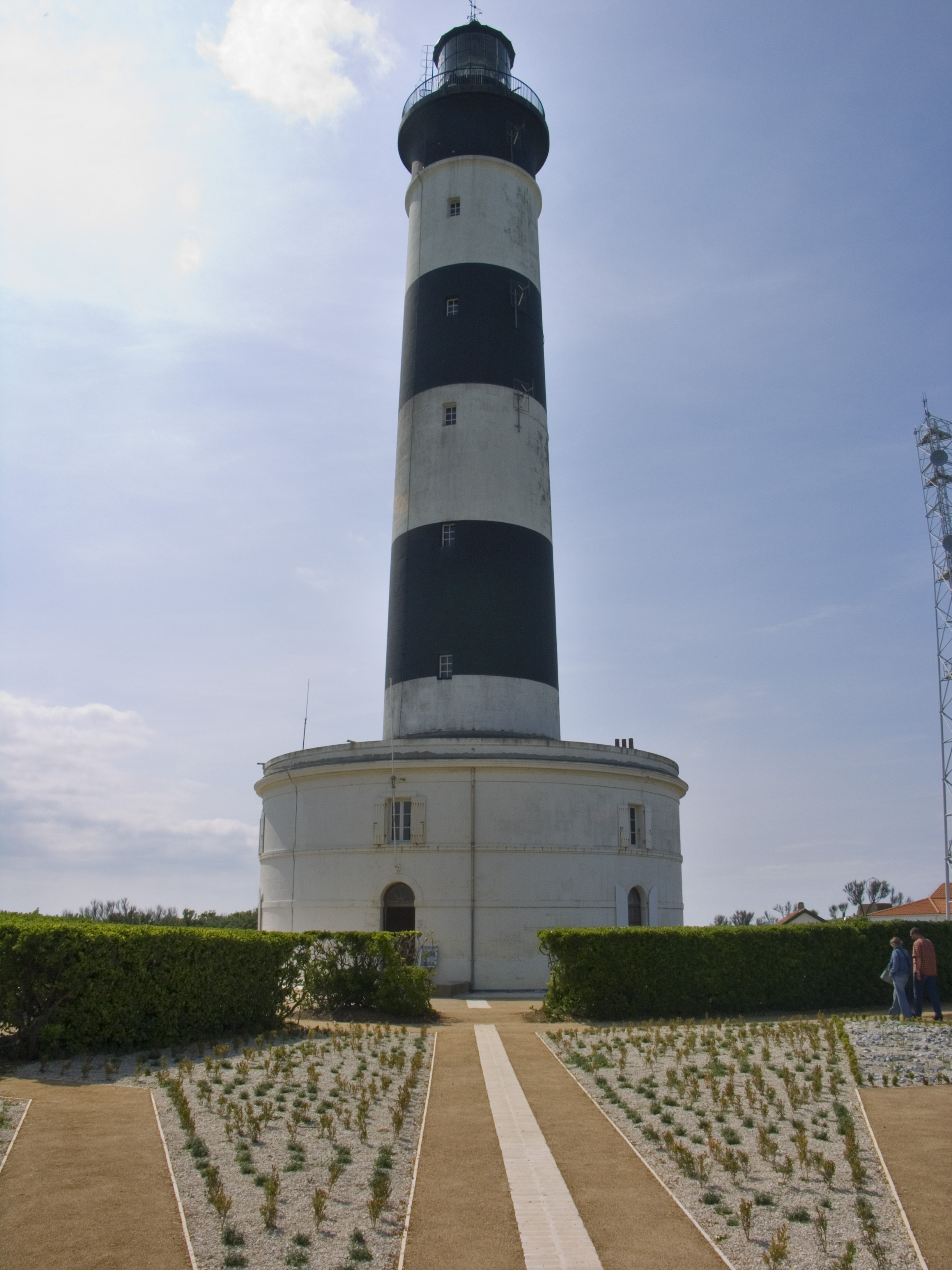
Leuchtturm Charisson
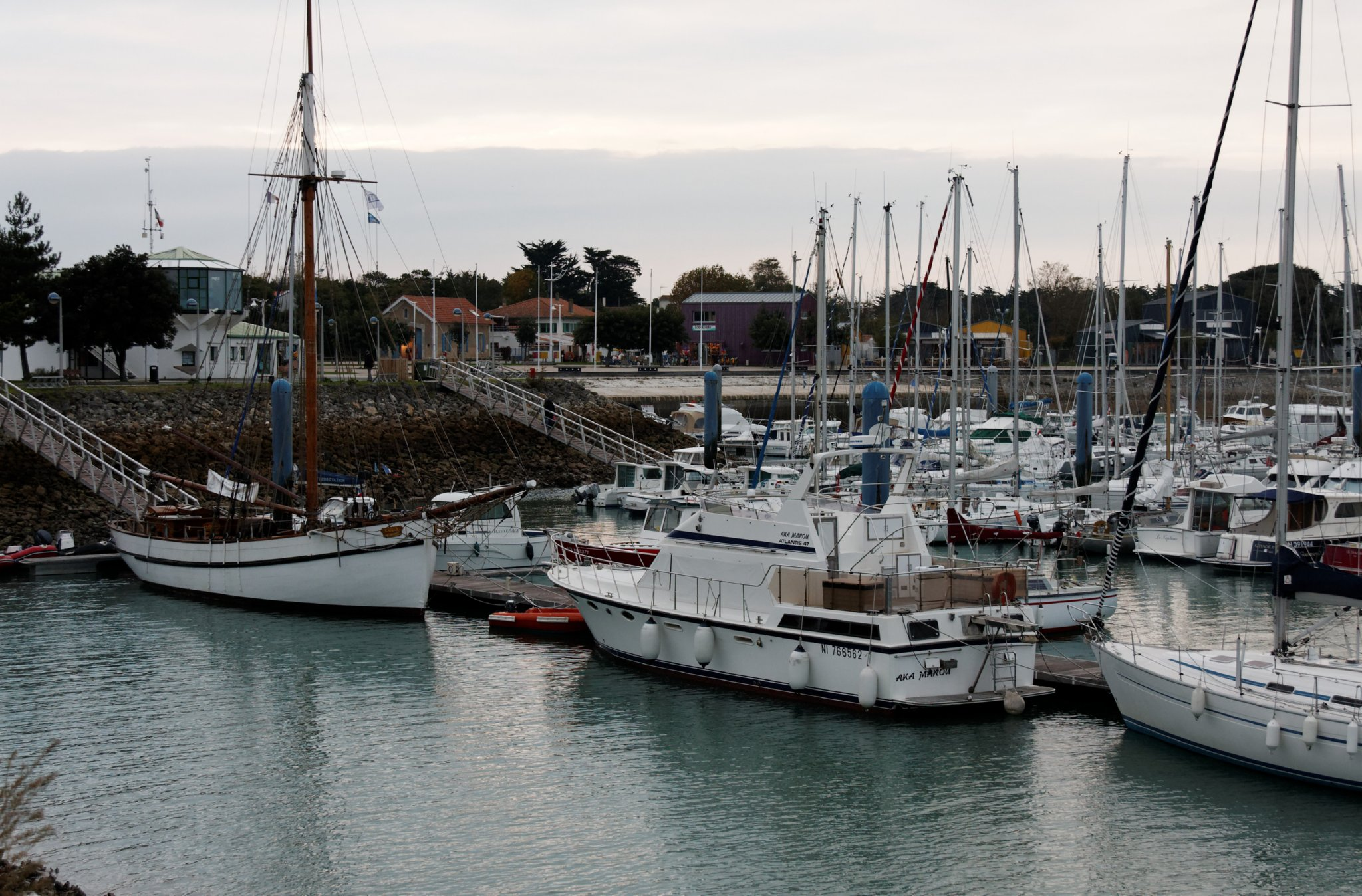
Hafen und Marina